# Malnaș
Malnaș là một xã thuộc hạt Covasna, România. Dân số thời điểm năm 2002 là 4877 người.